# 전국교직원노동조합
전국교직원노동조합(全國敎職員勞動組合, 영어: Korean Teachers and Education Workers Union, KTU) 또는 약칭 전교조는 1989년 5월 28일 창립된 유치, 초등, 중등 교원을 구성원으로 하고 전국 17개 지부로 이루어진 대한민국의 전국 단위 단일 교사 노동조합이다. 1987년 출범한 전국교사협의회를 모체로 하여 1989년 5월 28일 창립되었다.
1989년부터 전교협이 교원노조건설을 추진하였는데, 당시 대통령 노태우는 대국민 담화로 교원의 노조결성은 불법임을 선언하고 탄압하였다.정부의 탄압과 방해에도 결국 전교조가 결성되었다. 이후 대한민국 정부는 교육공무원과 사립교원의 노동조합 결성을 불법으로 보고 가입 조합원 1490명을 해직하였다.
1993년 1419명(71명은 미신청)이 복직을 신청하여 1305명이 임용됐으며 임용예정자가 23명, 임용제외자가 91명이다. 복직신청자 중에서 교육위원, 기초 및 광역의원으로 활동 중인 11명, 소송 관련 8명, 유학이나 신병, 수배 및 기소중지 등의 사유로 면담을 연기한 4명 등 임용예정자 23명은 해당사유가 소멸되었을 때 전원 복직했다. 복직신청자중 임용이 제외된 교사는 91명으로 면접불응 35명 연수불응 18명 전교조활동계속 17명 국가보안법 및 일반형사법위반등 법정결격사유 4명 면담과정중 전교조활동 의사표시 14명 면접내용확인거부 2명 사망 1명이다.
해직자 복직은 되었으나 합법화는 되지 않은 상황에서 1999년 1월 6일 교원의 노동조합 설립 및 운영 등에 관한 법률이 국회를 통과하면서 합법화되었다. 2013년 10월 24일에 조합 측이 해직자를 조합원으로 인정하는 규약을 고치라는 시정명령을 지키지 않음으로써 고용노동부는 24일 전교조에 '법외노조'를 통보하였고, 2016년 1월 21일 전국교직원노동조합(전교조)이 고용노동부를 상대로 낸 ‘법외노조 통보 처분’취소 소송에서 서울고법 행정7부(재판장 황병하 부장판사)가 전교조 패소 판결을 함에 따라 전교조는 법외노조가 되었다.
그러나 2020년 9월 3일 대법원은 "법외노조 통보 조항이 담긴 시행령은 노동3권을 본질적으로 침해했기 무효"라며 파기환송 판결을 냈으며, 다음 날인 9월 4일 노동부가 전교조에 대한 법외노조 통보를 취소하면서 법적 지위가 회복되었다.

## 설립 배경

### 교사 노조 결성 움직임
1960년 3월 15일 3.15 부정선거에 대한 교수와 중등학교 교사들의 규탄 집회 중 교직원의 이해를 대변할 집단의 필요성이 제기되었다. 1960년 4월 29일 대구의 여러 중등학교 대표 약 60명이 중등교원노조를 결성한 것을 필두로 국민학교 교원들의 노조도 결성되어 나가다가 5월 22일에는 서울에서 전국의 교원들의 노조도 결성되어 나가다가 5월 22일에는 서울에서 전국의 교원 대표 200여 명이 참석한 가운데 '전국교원노조연맹'(全國敎員勞組聯盟)이 조직되었다. 새로 조직된 이 연맹은 종래의 '대한교련'(大韓敎聯)을 즉시 해체하고 연맹을 유일한 전국교원조직으로 정부가 공식적으로 승인해줄 것을 요구했다. 교원노조가 전국적인 규모로 확산되어 나가자 허정 과도정부는 지극히 비판적인 입장을 취하였다.
허정은 "교육공무원은 법에 의하여 일반공무원과 같은 자격을 가지며 공무원은 정치에 간여할 수 없고 교육자(공무원)는 일반노동자와는 구별되므로 각자가 스스로의 대접을 받아야 된다"고 말하고 교원노조의 부당성을 지적했다. 그는 또한 "다른 일반공무원보다는 교육자들의 생활보장면이 우선되어 있고 사회적으로 스승의 대접을 받고 있는데 투쟁에 의해서만 그들이 권익을 옹호하려는 방법에는 납득이 가지 않는다"라는 논리를 폈다.
허정은 1948년에도 공무원 노동조합 결성을 강력 반대한 바 있다. 1949년에는 교통부장관 허정과 사회부장관 전진한 사이에 공무원의 노동조합 가입 문제로 시비가 벌어졌다. 그는 공무원의 노동조합 가입 주장을 일축했다. 허정은 공무원이 노동조합에 가입할 필요가 없다고 했고, 전진한은 공무원도 가입해야 된다는 주장으로 맞섰다. (장택상에 의하면) '이 때문에 연속으로 3일간 국무회의가 벌어졌는데, 하루는 전진한이 노발대발해 가지고 나가더니 다시는 돌아오지 않고 자퇴해 버렸다. 주위 사람들이 그렇게 만류했건만 결국 전진한은 장관직을 헌신짝처럼 던져 버렸다.'는 것이다. 전진한은 공무원도 일종의 노동자로 간주했으나, 허정은 공무원은 국가의 공복이므로 노동자가 될 수 없다고 일축했다.
제2공화국 출범 직후 1961년 1월 국무총리 장면은 공무원 및 교사 노동조합 설립 추진운동을 불법으로 규정하고 관련자들을 파면, 해임시켰다. 이후 군사 정권 출범 이후 교직원 노동조합 추진은 공무원 노조 추진과 함께 불법으로 간주되었다.

### 교육민주화운동
교육계 내에서의 독재에 대한 반발은 이미 박정희 정권 말기에서부터 있었고, 1980년대에는 일선 교사들에 의해 민주적인 교육을 위한 운동이 있어왔다. 전두환정권은 1985년 이른바 민중교육지 사건을 조작하여 정부에 비판적인 교사를 국가보안법 위반 혐의로 탄압하였다. 그러나 교사들의 교육민주화운동은 계속되었다. 1986년 5월 10일 YMCA중등교육자협회가 제1회 교사의 날을 개최한 자리에서 전국에서 600여 명의 일선 교사가 서명한 교육민주화선언문이 발표되었다. 이일로 수십명의 교사가 구속되었다.
1987년 초·중·고등학교의 평교사들이 민족, 민주, 인간화 교육을 이념으로 하는 참교육의 실천을 위해 전국교사협의회를 구성하였다. 전교협은 창립 1년 만에 전국 평교사의 10%에 달하는 3만명의 회원이 가입하였다.
한국교총의 전신인 대한교련은 일선 교사들의 참교육 실천을 "학생들을 이념화 시킨다"고 비난하였다.

### 교원의 노동권
전교조의 효시는 4·19 혁명 직후인 1960년 5월 22일 결성된 한국교원노동조합이다. 교원노조는 평교사의 노동권 보장과 어용인 대한교련의 해체를 주장하며 대대적인 탈퇴운동을 벌였다. 그 결과 8만2천명 선이던 대한노련의 회원수는 5만여명으로 줄고 교원노조의 조합원수는 4만명에 달했다. 그러나 5·16 군사 정변으로 집권한 박정희는 교원노조를 강제 해산하였다. 이후 제3공화국은 교원과 공무원의 노동조합 결성을 금지하였고 이는 1990년대 말까지 이어졌다. 5·16 이후 유일한 합법적인 교원단체가 된 대한교련은 최소한의 명분과 실리에 안주하는 관변단체라는 비판을 받았다.
1987년 국회는 "6급이하의 공무원은 노동조합에 가입하거나 이를 조직할 수 있고 단체교섭을 할 수 있다"는 내용을 골자로 하는 노동조합법 개정안을 통과시켰다. 이는 노동조합을 준비하고 있던 전교협이 합법적인 노동조합을 결성할 수 있는 법적 근거를 마련하여 준 것이었다. 그러나 당시 노태우 대통령은 이 법안에 대한 거부권을 행사하였다. 전교협은 이를 비민주적인 결정으로 규탄하며 노동조합 결성을 강행하기로 결의하였고 정부와의 충돌이 불가피하게 되었다.

## 창립
| “ | 역대 독재정권은 자신을 합리화하고 유지하기 위하여 교육을 악용하여 왔다. 그 결과 우리의 교육은 학생들을 공동체적인 삶을 실천하는 주체적인 인간으로 기르는 것이 아니라 부끄럽게도 이기적이고 순응적인 인간으로 만듦으로써 민족과 역사앞에서 제 구실을 잃어 버렸다. 가혹한 입시경쟁교육에 찌들은 학생들은 길 잃은 어린 양처럼 헤매고 있으며, 학부모는 출세지향적인 교육으로 인해 자기 자녀만을 생각하는 편협한 가족이기주의를 강요 받았다. | ” |
|   | — 창립선언문 중에서, 1989년 5월 28일 |   |

이후 오종렬 등을 중심으로 교원노조 조직운동이 추진되었다.

### 창립과 징계
1989년 5월 22일 노태우 대통령의 집권 기간 전교조는 연세대학교에서 창립대회를 열었다. 이때 학교는 이미 전투경찰에 의해 봉쇄되어 있었으며 창립식 직후 폭력적인 진압으로 많은 참가자들이 다쳤다. 이날 참가하였던 교사들은 전원 경찰에 연행되었다. 5월 22일 저녁 노태우 대통령은 대국민 담화를 통해 교사 노조는 불법이라 천명하고 해산 및 단속을 천명하였다.
1989년 7월 3일 전교조가 창립된 이후 탈퇴를 권유하던 교육부의 전신인 당시 문교부(장관 정원식)는 전교조 조합원의 해직을 결정하였다. 문교부는 이날 회의에서 초중등교사 6,165명과 대학교수 204명이 징계 대상자라고 밝혔다.
1990년 11월 26일 이로 인해 자진 탈퇴를 거부해온 1,465명의 교사들이 해직되었다. 이들 중 116명은 파면, 970명은 해임하고, 379명은 직권 면직을 하였다. 이들 중 55명은 구속되었다가 풀려났다. 대부분의 활동적인 조합원이 해고된 가운데 전교조는 비합법 노동조합으로서 활동하였다. 이때 해고된 교사들 중에는 도종환, 안도현 시인이 포함되어 있었다.
1993년 10월 28일 김영삼 대통령의 집권 1년차이던 이날까지 전교조 복직 신청을 받아서 95%가 복직되었다. 1490명 중 1424명이 복직을 신청하고, 66명이 복직 신청을 거부했다.

### 합법화
1997년 노사정위원회는 노사화합의 일환으로 전교조의 합법화를 합의하였다. 1999년 1월 6일 교원의 노동조합 설립 및 운영 등에 관한 법률이 국회에서 의결되어 전교조는 합법적인 노동조합이 되었다. 전교조가 합법화 될 수 있었던데는 크게 두가지 이유가 있다. 첫째, 1998년부터 국민의 정부가 시작되었다는 것과 둘째, 교사와 공무원의 결사의 자유와 단체교섭권 등 노사관계 법규를 국제적 기준에 부합토록 개정할 것을 조건으로 경제개발협력기구(OECD) 가입하게 되었기 때문이다. 1996년 당시 김영삼 대통령으로서는 OECD 가입이 국가의 숙명이자 또 개인의 사명이라고 보고 있었다. 그런데 당시 OECD 노동조합자문위원회(TUAC)와 많은 국가들이 한국은 교사와 공무원의 단결권을 가로막고 제3자 개입을 금지하는 노동후진국이라며 가입을 반대했다. OECD 가입을 위해 김영삼 대통령은 "결사의 자유와 단체교섭권 등 노사관계 법규를 국제적 기준에 부합토록 개정할 것을 확약한다"는 외무부장관 명의 서한을 OECD에 보냈다. 그래서 OECD는 한국을 특별노동감시국으로 지정해 한국정부의 약속이행 상황을 감시하여 이사회에 보고하는 것을 조건으로 가입을 최종 승인했던 것이다. 그 후, 한국은 1999년 전교조 합법화와 2004년 공무원노조법 제정 이후 2007년에야 특별노동감시국에서 벗어 날 수 있었다.

## 조직
전교조의 최고 의결기구는 대의원대회이며 상시적인 의결은 중앙위원회를 통해 이루어진다. 실제 사업의 집행은 중앙집행위원회가 맡는다. 위원장은 각종 회의를 소집하고 의장이 된다.
하위 조직으로 각급 학교별 위원회가 있으며 광역자치단체 별로 지부가 기초자치단체 별로 지회가 조직되어 있다. 각급 학교에는 분회가 있다.

### 가입률
2008년 4월 현재 전체 교사의 18.2%가 가입하고 있으며, 동아일보 자체조사로 지역별로는 전남 35.3%, 광주 31.8%, 경남 26.8%, 충남 23.3%, 전북 22.4%, 울산 21.8%, 경북 21.2%, 서울 15.5%, 경기 11.1%로 나타났다.

2010년 5월 현재는 전체 교사의 15%가 가입하고 있다. 지역별로는 광주 32%, 전남 35%, 경남.제주 22%의 순이며, 한나라당 정두언 의원은 전교조 가입률이 높은 지역일 수록 수능성적이 떨어지는 것이라고 발표했다.

## 주요 활동
전교조는 창립 당시부터 민족, 민주, 인간화 교육을 이념으로하는 참교육을 주창하였다. 이에 따라 각급 학교별 교과별 참교육 실천 활동을 하고 있다. 또한 교원을 대상으로 하는 노동조합으로서 교육과학기술부와 단체교섭을 통해 교원의 권익 향상을 도모하고 있다.

### 참교육 실천 사업
전교조의 참교육 실천 활동은 창립 이념인 민족, 민주, 인간화 교육을 토대로 각급 학교별 교과별로 이루어지고 있다. 이를 위해 정기적인 참교육 실천 대회를 열고 있다. 가장 최근의 참교육 실천 대회는 2010년 1월 한신대학교에서 열렸다.
전교조의 참교육 실천 사업 가운데 출판으로 이어진 사업으로는 전국역사교사모임의 《살아있는 한국사 교과서》와 《살아있는 세계사 교과서》, 그리고 일본 교원노조와 공동으로 제작한 한일 역사 공동교과서인 《조선통신사》 등이 있다. 전교조에서는 어린이출판사인 우리교육을 꾸리고 있는데 농학자 김순권 등의 우리시대 참 지식인들의 이야기를 책으로 만들었다.

### 단체교섭
대한민국에서 교원의 단체교섭은 각 광역지방자치단체의 교육청을 사용자로 하고 교원노동조합인 전교조와 한국교원노동조합이 공동 대표단을 구성하여 이루어지고 있었다. 그러나 실제 단체 교섭은 원활하지 않아 가장 최근의 단체 교섭은 2005년 3월 30일로 효력이 상실된 상태이다. 2010년 초 교섭창구 단일화와 관련한 법률 조항이 폐지됨에 따라 전교조는 예비교섭을 신청하였다. 한편, 2010년 3월 24일 노동부가 교육과학기술부와 전교조 사이의 기존 단체협약 가운데 33.5%가 불합리하다는 의견을 내놓아 단체교섭 진행의 난항이 예상되고 있다. 이에 대해 전교조는 노동부의 분석은 잘못된 법리에 따른 부당한 간섭이라 논평을 내놓았다.

### 참교육상
전교조는 1990년 5월 10일 제5회 교사의 날 을 맞아 그날을 포함한 일주일간을 참교육 주간으로 정하고, 조합원으로 참교육 실천에 앞장서 온 분들에게 그 뜻을 기리고 본받기 위해 참교사상을 제정했다.
1995년부터는 시상 대상을 교사에서 “참교육 실현과 교육발전에 기여한 각계 인사 및 단체”로 넓히고 상의 이름도 《참교육상》으로 바꾸어 매년 시상하고 있다.

## 연대
전교조의 상급 단체는 전국민주노동조합총연맹이다. 또한 국제적인 연대를 위해 국제교육연맹(EI)에 가입되어 있다. EI는 한국교원단체총연합회 역시 가입되어 있는 단체이다.

## 시기별 사안

### NEIS 반대 운동
2002년 대한민국 정부는 교육행정정보시스템(NEIS)을 학교에 도입하였다. 개통 당시 이 시스템은 하나의 시스템으로 통합되어 과도한 개인 정보의 수집과 수집된 학생 정보의 유출 가능성 등의 문제가 제기되었다. 교육행정정보시스템은 전교조를 비롯한 시민단체의 반발로 인해 2006년부터 고등학교는 단독 학교단위로 초등학교와 중학교는 20개 이하의 학교 그룹 단위로 운영되게 되었다. 2010년 교육과학기술부는 이를 다시 시도 교육청단위로 통합하겠다는 계획을 발표하였다.

### 압수수색 논란
2009년 7월 3일 검찰과 경찰이 전교조 본부와 지부 사무실을 이례적으로 전격 압수수색했다. 이에 대해 "수사당국의 신속하고 전방위에 걸친 수사 착수는 시국선언에 참여한 전교조 소속 교원들에 대한 교육과학기술부의 중징계 방침이 발표됐을 때 이미 어느 정도 예고됐다." 시국선언을 추진한다는 상황이 수사 속도를 높였다는 것이다. 이에 따라 "시국선언이 확산되는 지금때에 공무원 조직에 확산 조짐을 보인 시국선언 바람을 조기에 차단하겠다는 것이 정부목적"이라며 비판받기도한다.

### 시국선언
2009년 6월 전교조 소속 교사들이 시국선언을 발표한 이후 교육과학기술부는 이를 공무원의 정치적 중립위반으로 고발하였다. 이후 진행된 재판에서 일부 지방법원에서는 무죄로, 다른 지방법원에서는 유죄로 판결하였다.

### 명단 공개 논란
한나라당 조전혁 의원이 교육과학기술부에 전교조 가입 교사의 명단을 제출할 것을 요청하자 전교조는 이를 개인 신상의 과도한 공개라 비판하였으나 2010년 3월 26일 서울중앙지방법원은 전교조 가입 교사들의 명단을 교과부가 수집하여 조전혁 의원에게 제출하는 것을 막아달라는 전교조의 가처분 신청을 기각하였다. 한편, 2010년 4월 15일 서울남부지방법원은 "교육관련기관의 정보공개에 관한 특례법에 따르면 학교별 교원단체 및 노동조합 가입자 수는 공시하도록 하고 있지만, 명단 공개를 허용하는 법률 조항은 없다"는 이유를 들어 전교조 조합원 명단 공개는 허용될 수 없다고 판결하였다. 4월 27일 법원은 "명단 공개 강행시 간접강제 이행금으로 하루 3천만원씩 전교조에 지급하라"고 판결하였다.
조전혁은 이에 불복하고 2010년 4월 19일부터 자신의 누리집에 교조 단체(한국교총, 전교조, 한국교원, 자유교육연합, 대한교조) 등에 소속된 교원(유치원,초등,중,고등학교,특수학교 * 공립/사립 포함 등) 명단 22만명 (이하 전교조 6만명)가량 각 조합원의 재직 학교명과 실명, 담당교과 항목등을 대중에 공개하였으며, 다른 한나라당 의원 9명(진수희, 김용태, 김효재, 박준선, 장제원, 정두언, 정진석, 정태근, 차명진)도 가세하였다.
2010년 5월 3일 조전혁은 이행강제금을 버틸 수 없고 귀족노조에 바칠 수 없다며 명단을 누리집에서 삭제했다. 2010년 5월 13일 조전혁은 전교조 명단 공개 논란을 공론화하고 힘을 싣고자 서울 청계광장에서 콘서트를 열기로 했으나, 연예인도 예상했던 수많은 인파도 나타나지 않아 정두언 의원이 대신 가수역할을 했다. 2010년 7월 13일 전국교직원노동조합 사무실을 직접 찾아가 돼지 저금통을 칼로 쪼개어 480만원을 냈다.
2011년 2월 15일 서울고등법원은 전국교직원노동조합 및 소속 조합원 16명이 "교원노조 가입자 실명 공개시 하루 8500만원씩 배상하라"며 조전혁 한나라당 의원을 상대로 낸 간접강제 항고심에서 "전교조 조합원 명단 공개시 1일 2,000만원의 배상금을 지급하라"고 판결했다.

### 일부 교사 민주노동당 가입 논란
2010년 5월 23일 교육과학기술부 (장관 안병만)와 전국 시·도 교육청은 6월 2일 지방선거를 앞두고 민주노동당에 가입한 혐의로 기소된 전국교직원노동조합 교사 134명을 전원 파면·해임하기로 결정했다.  이에 대해, 2011년 1월 26일 서울중앙지방법원은 소액의 정치자금 후원에 대해서는 정치자금법 위반을 인정해 30만원에서 50만원의 벌금형을 부과하였다. 한편, 민주노동당의 가입 여부에 대해서는 단순한 후원은 가입으로 볼 수 없고 입당한 교사라 할지라도 탈퇴후 3년이 지나 공소시효가 소멸되었다는 이유로 무죄를 선고하였다.
2012년 1월 30일 서울중앙지법 형사 22부 판결에서 민주노동당에 가입하고 후원금을 낸 전교조 교사와 공무원 97명에게 유죄가 선고됐다.
2012년 12월 5일 정당 후원과 관련해 해임·정직 등 중징계를 받은 전국교직원노동조합 인천지부 교사 7명에 대해 대법원이 징계를 취소하라고 최종 판결했다.

### 학교폭력 학생을  학생부 기재 반대
2012년 9월 4일 전교조는 학교폭력 학생을  학생부 기재하는 것에 반대하며 이주호 교육부장관을 고발하였다. 한국교육개발원이 지난 1~2월 일반국민과 학부모 각 500명, 교원 1천100명, 학생 1천명을 대상으로 한 조사 결과, 교장·교감의 86.6%, 학부모의 81.2%, 교사의 79.9%, 일반국민의 78.2%, 학생의 68.9%가 학생부 기재가 도움이 된다고 답했다고 한다.

### 전교조에 대한 탄압
전교조에 대한 탄압은 계속되어 MB 정부에서 상당수 교사가 해직되었다. 단체협약에 따라 지역교육청 단위 일제고사 대신 정상수업을 했다는 이유로 강원의 4명 교사를 비롯해 전국적으로 수십 명의 교사가 일제고사 거부로 해직되었다. 또한 MB 정부의 정책전환을 요구한 시국선언에 동참했다는 이유로 전교조 지도부가 무더기로 해임, 정직, 감봉 등의 징계를 받았다. 이들 중 상당수는 소송을 통해 복직했으나 여전히 일부 교사는 복직되지 못하고 있다.
2012년 4월 14일자 조선일보는 인천의 한 초등학교에서 김정일 북한 국방위원장의 어록인 “오늘을 위한 오늘을 살지 말고, 내일을 위한 오늘을 살자”를 급훈으로 사용했다고 보도했다. 그러나 해당 교사는 물론, 학교 측에서도 '00초등학교에는 급훈이 없다'고 밝혔고, 해당 기사를 쓴 기자는 직접 보지도 않고 쓴 것으로 보인다. 그럼에도 불구하고 검찰은 해당 교사를 비롯한 전교조 조합원 4명을 불구속 기소했다. 이들의 혐의는 '이적단체 구성'이나, 이전까지 '이적단체 구성' 혐의로 불구속 기소한 예는 없는 것으로 알려졌다.

### 교사의 노동조합 가입정보 비공개 사건
교사의 노동조합 가입정보 비공개 사건은 중요 대한민국 헌법재판소 판례이다.

#### 사실관계
청구인 학부모단체는 교원들이 노동조합에 가입하였는지 알고자 정보공개청구를 하였고 거부되자 교원의 개인정보 공개를 금지하고 있는 교육관련기관정보공개법이 청구인들의 알권리 등을 침해한다며 헌법소원심판을 청구하였다.

## 비판
전국교직원노동조합은 창립 이후 지금까지 지속적인 비판을 받아왔다. 참여정부 시절에는 이라크 전쟁, 한미 FTA와 같은 시국 사안과 차등 성과급제, 교원평가제의 도입을 놓고 당시 정부 여당과 갈등을 빚으며 비판을 받았으며, 이명박 정부 이후 교과학습진단평가 전국 실시, 무상급식 전면확대 등의 사안으로 인해 여러 단체와 언론으로부터 비판을 받고 있다.
- 비판세력은 전교조 결성 당시 "교원은 노동자가 아니다"며 노동조합 결성 자체를 불법이라고 주장했다. 그러나 1989년 당시에도 세계적으로 교원노조가 없는 나라가 거의 없는 상황이었고, 현재는 교원노조가 더욱 늘어났다.
- 세계일보는 2008년 5월 기사를 통해 전교조 교사가 만든 '잠 좀자자', '시험이제 그만' 문구가 생긴 배지를 학생들에게 나눠주었고, 6월에도 '이명박 OUT'이라는 포스터를 학생들에게 배포해 반정부인식을 학생들에게 주입시켰다고 비판했다.[46]
- 강원대학교의 경제학 교수 김진영은 문화일보의 칼럼을 통해 2009년 6월 18일 전교조 소속 교사들이 덕수궁 대한문 앞에 모여 "6월 민주항쟁의 소중한 가치를 기리는 시국 선언"을 하자 이를 동기도 내용도 불순한 정치적 요구라 비판하였다.[47]
- 2008년 보수주의 인터넷 언론인 뉴데일리는 민주화운동기념사업회가 전교조의 협조로 노무현 정부 시절 정부 지원금으로 운동권에서 많이 불리는 민중가요를 제작해 어린이집·유치원과 초등학교에 배포한 것을 친북반미 활동이라고 보도하였다.[48] 이 음반에는 김민기의 〈천리길〉, 〈고무줄〉, 〈사계〉등과 70년대에 유행하였던 〈흔들리지 않게〉, 〈하나의 고향〉 등 80년대 이후 시위 현장에서 많이 불렸던 노래와 윤민석의 대한민국 헌법 제1조가 들어있다. 그러나 김민기의 '사계' 등은 인기 그룹 거북이가 리메이크해 부르는 등 대중적으로 친숙한 노래이기도 했다.
- 동아일보는 2004년 1월 대한민국 육군사관학교에서 가(假)입교생을 상대로 한 의식조사 결과 250여 명의 가입교생 가운데 34%가 우리의 주적(主敵)을 미국을 꼽았고 북한을 든 응답자는 33%였다는 결과를 전교조의 원인으로 보도하였다.[49]
- 보수를 표방하는 인터넷매체 독립신문은“전교조는 사교육 조장의 원흉”“평등교육으로 인한 부작용은 학생들의 학력저하는 물론 사교육비 급증, 가정경제 파탄, 서민 고통을 가중시키고 있다.”며 비판했다. 그러나 평등교육 때문에, 전교조 때문에 사교육이 조장되었다는 근거를 제시하지는 못했다.[50]

- 미래한국국민연합(공동대표 박 근·이하 미래한국)은 이날 ‘우리 아이들 누가 망치고 있나?’라는 단체 창립기념 토론회에서 “좌파 교육감의 전면 체별금지로 교사가 무력화되고 학교 혼란이 지속화되고 있다”면서 “이제는 이런 전교조를 가만히 두고 볼 수 없다”고 밝혔다.[51]
- 격주간지 미래한국은 2011년 3월부터 '전교조를 해부한다'는 제목으로 5회에 걸쳐 전교조의 사상적 좌편향과 내부의 비리를 고발하는 기사를 실었다.[52]
- 2010년 1월 19일 한국노동연구원이 주최한 "교원노사관계 평가와 발전방안" 토론회에서 인천대학교 경제학 교수 이인제는 전교조에 가입한 교사가 많은 학교일수록 학생들의 대학수학능력시험 성적이 떨어진다는 연구 결과를 발표했다. 이에 대해 가톨릭대 성기선 교육학과 교수는 "학교나 교사의 영향을 제대로 파악하려면 입학 당시 성적이 졸업 때까지 어떻게 변하는지를 추적해야 한다. 방법론적으로 문제가 있다."고 비판했다. 다른 많은 매체에서는 교원노조 또는 특정 교원단체 가입교사가 많은 학교나 지역이기 때문에 수능 성적이 달라진다는 것은 교육결과에 미치는 변인이 굉장히 많다는 점에서 논리적으로 오류라는 지적이 학계의 지배적인 입장이다.[53] 전교조는 '전국에서 고교 학업성취도가 가장 높은 광주시는 전교조 교사 비율이 가장 높은 점', '교원단체 회원 1인당 서울대 합격자 수도 전교조(0.11명)가 교총(0.04명)보다 많은 점' 등을 들며 반박했다.
- 2010년 대한민국 제5회 지방 선거에서 무상급식이 주요 쟁점이 되는 가운데 뉴데일리 등에서는 이를 전교조식 좌파교육이라 비판하고 있고[54], 경향신문에서는 오히려 전교조가 아무런 입장도 발표하지 않고 있다고 전교조의 책임을 묻고 있다.[55] 한편, 시사IN은 경남교육청의 무상급식 사례를 들어 지역 현안이 선거를 맞아 이념 논쟁으로 변질되고 있다고 보도하였다.[56]
- 보수 개신교 단체인 한국기독교총연합회에서는 2013년 한기총신문 1면에 법외노조화에 대해 "법과 원칙에 따른 종북세력 굴복"이라고 선동기사를 실었으며, 자료사진으로 "노동자에서 교사로 돌아오라"라고 적힌 현수막을 넣었다. 그러나 전교조는 종북세력이 아니라 민주노총을 상위단체로 하고 민주주의 교육을 목적으로 하는 교원노조이며, 교사는 학생들을 가르치는 노동을 하여 경제적 대가를 받는 노동자이다.

### 참여정부와의 갈등
- 전국교직원노동조합은 참여정부가 교원성과급제, 학생의 정보집적을 담은 NEIS 도입 등의 정책을 추진하자 참여 정부와 갈등을 빚었다. 갈등은 전교조 출신의 김진경 당시 대통령 교육문화비서관이 전교조를 "교육발전에 방해가 되는 세력"이라 비판하면서 극에 달했다.

### 이명박정부와의 갈등
- 2009년 교육과학기술부가 전국의 초·중학생을 상대로 한 교과학습 진단평가를 시행하자 전교조는 이를 거부하고 시험 당일 학생들에게 시험을 거부하도록 권고하고 체험학습을 권장하였다고 서울 8명, 강원 4명 등의 교사를 해임했다. 그러나 해직된 모든 교사가 해임이 부당하다는 대법원 확정판결(심리불속행)로 복직했다.
- 2010년 5월 23일 교육과학기술부 (장관 안병만)와 전국 시·도 교육청은 6월 2일 지방선거를 앞두고 민주노동당에 가입한 혐의로 기소된 전국교직원노동조합 교사 134명을 전원 파면·해임하겠다고 밝혔다. 그러나 대부분의 관련자가 면소~벌금 50만 원의 판결을 받았다. 법원은 정당가입 혐의를 인정하지 않았고, 정치자금법 관련해서만 일부 유죄를 인정했다. 상당수 관련자는 법률 개정 이전 소액 정당후원금을 합법적으로 내고 세액공제까지 받았으나, 법률 개정으로 정당에 대한 후원금 납부가 금지된 것으로 몰라 이체를 해지하지 못해 정상을 참작받았다.

## 전교조 법외노조 논란
지난 2013.9.23일 고용부는 '노조관계법 시행령 9조 2항'에 따라 "전교조 해직자 9명을 노조활동에서 제외하지 않으면 한 달 후 법외노조임을 통보하겠다"고 전교조에 예고했다

이에 전교조는 10.16일~18일 조합원 총투표를 실시하고 개정을 거부했다.
이에 따라 고용노동부는 10.24일 전교조에 ‘노동조합으로 보지 아니함’을 공식 통보했다.
이로써 전교조는 1999년 7월 합법화이래 14년 만에 법률상 노동조합의 지위를
잃고 법외노조가 됐다.

이러한 고용노동부의 법외노조 지정에 대해 전교조는 "법외노조화는 98년 노사정을 통한 사회적 합의에 대한 파기"라며
"국제적 약속 위반이자 단결권과 결사의 자유를 부정하는 헌법 유린 행위"라고 규탄하고
서울행정법원에서 "법외노조의 효력을 정지해달라"며 정부를 상대로 서울행정법원에서 소송을 진행 중이다.

2014년 6월 19일 서울행정법원 행정13부(재판장 반정우)는 전교조가 고용노동부를 상대로 낸 법외노조 통보 처분 취소 소송에서 원고 패소 판결했다.(1심)

전교조는 해직자를 교원노조에 가입할 수 없게 한 법조항인 교원노조법 제2조에 대하여 법원에 위헌법률심판을 신청했다. 법원이 9월 19일 헌법재판소에 위헌법률심판을 제청하면서 일단 법내노조가 되었다. 재판부는 학생들의 교육권이 사립학교 교원의 단결권을 부인할 근거는 될 수 없고, 교원노조를 학교별이나 재단별이 아닌 전국과 시도 단위로 설립하도록 되어 있는 교원노조법 조항에 따르면 전교조를 산별노조로 볼 수 있는데 다른 산별노조와 다르게 교원노조만 해직자를 가입하지 못하게 하는 것은 과잉금지원칙 위반과 차별의 소지가 있다고 보았다. 재판은 헌법재판소가 위헌법률심판에 대한 결정을 내릴때까지 중단될 예정이다.
그러나 헌법재판소는 2015년 5월 28일 교원노조는 산별노조 성격이 있더라도 교원의 특성상 해직자를 가입하지 못하게 하는 것은 입법자율의 영역에 속하는 것으로 차별이 아니라고 결정했다. 법원에서는 법적으로 조합원이 될 수 없는 조합원이 몇명 가입했다는 이유로 노조 전체를 법외노조화하는 것이 정당한지에 대해 재판을 할 예정이다. 헌법재판소는 해직교사가 포함돼 있다 해서 반드시 법외노조를 통보해야 하는 것은 아니라는 판단을 내렸기 때문이다. 2015년 7월 열린 재판에서 전교조 측은 전체 6만명의 조합원중 해직교사는 6명에 불과하고 집행부가 아니어서 노조에 영향을 미치지 않는다는 입장, 고용노동부는 전교조에서 해직교사들이 중책을 맡고 있다는 입장을 밝혔다. 한편, 위헌법률심판제청을 전제로 전교조 법외노조 통보 처분에 대한 효력정지를 한 고등법원의 결정을 헌법재판 합헌 결정 이후 대법원이 파기하면서 전교조는 다시 법외노조가 됐다. 그러나 서울고법에서 '여전히 노조법 여러 조항에 다툴 여지가 있는 쟁점이 상당수 남아있고, 신청인은 회복하기 어려운 손해가 있다'며 항소심 선고때까지 법외노조 통고의 효력을 정지해 전교조는 다시 합법노조가 되었다.
그러나 서울고법에서 또다시 패소 판결을 내려 법외노조가 되었다.
하지만 대법원에서 1심과 2심의 판결을 뒤집고 파기 환송 판결을 내렸으며, 다음 날 노동부가 통보를 취소함에 따라 지위를 회복하였다.

## 같이 보기
| - 일교조 - 노동조합 - 공무원 노조 - 전국공무원노동조합 - 민주노총 - 한국교총 - 한교조 - 정원식 - 교원단체 | - 전진한 - 정진후 - 오종렬 - 윤영규 - 이부영 - 이수호 - 허정 | - 한국진보연대 - 한국교원단체총연합회 - 한국교원노동조합 - 자유교원조합 - 대한민국교원조합 - 권영길 - 한상렬 - 조선노동조합전국평의회 |